# Jean Desailly
Pour les articles homonymes, voir Desailly.
Jean Desailly, né le 24 août 1920 dans le 13e arrondissement de Paris et mort le 11 juin 2008 à Dourdan dans l'Essonne,, est un acteur français.

## Biographie

### Carrière
Il commence ses études supérieures à l'École nationale supérieure des beaux-arts, puis fait ses classes au Conservatoire de Paris après un passage à La Roulotte, une compagnie dirigée par André Clavé. Il sort du Conservatoire avec le premier prix, puis entre à la Comédie-Française en 1942 pour jouer des rôles de jeune premier. Il y rencontre Jean-Louis Barrault qui y met en scène de nombreuses pièces (Phèdre, Le Soulier de satin…).
Il rejoint Barrault qui fonde sa compagnie en 1946 avec Madeleine Renaud. Dans cette troupe, installée au Théâtre Marigny, il va connaître une vie professionnelle et privée très riche. Il y retrouve surtout Simone Valère avec qui il avait joué en 1943 dans Le Voyageur de la Toussaint de Louis Daquin. Ce fut pour eux, dix années de succès, lors desquelles ils jouent dans Les Fausses Confidences, Intermezzo, Occupe-toi d'Amélie, La Cerisaie…, il connut aussi quelques échecs comme Bérénice et Le Songe d'une nuit d'été.
Il intègre ensuite la troupe du théâtre de l'Odéon qui sur décision du ministre des Affaires Culturelles, André Malraux, est confié en 1959 à la compagnie Renaud-Barrault et renommé Odéon-Théâtre de France. Il connaît un nouveau succès avec le Mariage de Figaro où il joue les deux rôles principaux, Figaro en province et le comte Almaviva à Paris. Il rencontre également le succès dans Il faut passer par les nuages de François Billetdoux.
Jean Desailly débute au cinéma dans des rôles de jeunes premiers un peu fades. Avec l'âge, il campe des rôles plus fouillés et cinq de ses prestations sont particulièrement remarquables :
- le mari impuissant et assassin de Maigret tend un piège (1958) où, dans une scène d'anthologie face à Jean Gabin (Maigret), il livre un portrait de psychopathe hallucinant ;
- il affronte à nouveau Jean Gabin dans le film de Denys de La Patellière Les Grandes Familles (1958), tiré du roman éponyme de Maurice Druon ;
- le commissaire, dans Le Doulos de Jean-Pierre Melville ;
- dans La Mort de Belle (1961) où, encore bien assis socialement, suspecté de meurtre, il devient assassin ;
- dans La Peau douce (1964) où il campe avec finesse et sensibilité un écrivain partagé entre une liaison adultère et son statut social.

Le 4 février 1959, Jean Desailly est le premier animateur de la nouvelle émission de variétés, Discorama, créée par Pierre Brive et par Denise Glaser, alors programmée sur la première chaîne TV de l'ORTF. Jean Desailly participe à plusieurs numéros de Discorama.
Au début des années 1960, il joue pour la télévision dans Le Chevalier de Maison-Rouge qui fut un grand feuilleton populaire, ce qui lui permet de relancer sa carrière au cinéma, qui lui offre alors quelques beaux rôles. Après août 1968, et la fin de la direction du couple Renaud-Barrault au théâtre de l'Odéon, commencent pour le couple Desailly-Valère quelques années difficiles.
Dans les années 1970, ils prennent la direction successivement du théâtre Hébertot (Le Légume, L'Amour fou), puis du théâtre Édouard VII avant de prendre la succession d'André Bernheim au théâtre de la Madeleine de 1980 à 2002. Il joua souvent des rôles de bourgeois aisé.

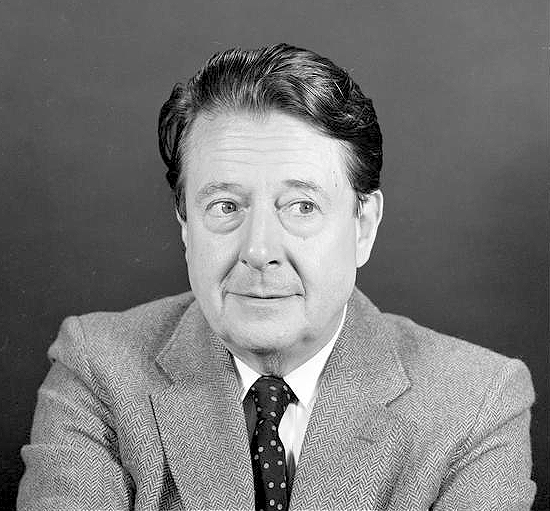
Jean Desailly en 1981 (Studio Harcourt).

En 1989, il se retrouve dans l'adaptation télévisée des Grandes Familles, où il joue le rôle de l'abbé Boudret, ami de la famille Schoudler-De la Monnerie.
En 2002, ils jouent leur ultime succès, La Maison du lac, une pièce d'Ernest Thompson, mise en scène par Georges Wilson.
À sa mort, sa mémoire est saluée par la ministre de la Culture Christine Albanel, qui évoque « un merveilleux acteur qui incarnait naturellement et à un degré supérieur, la distinction et « le charme discret de la bourgeoisie » dans chacun de ses rôles ».

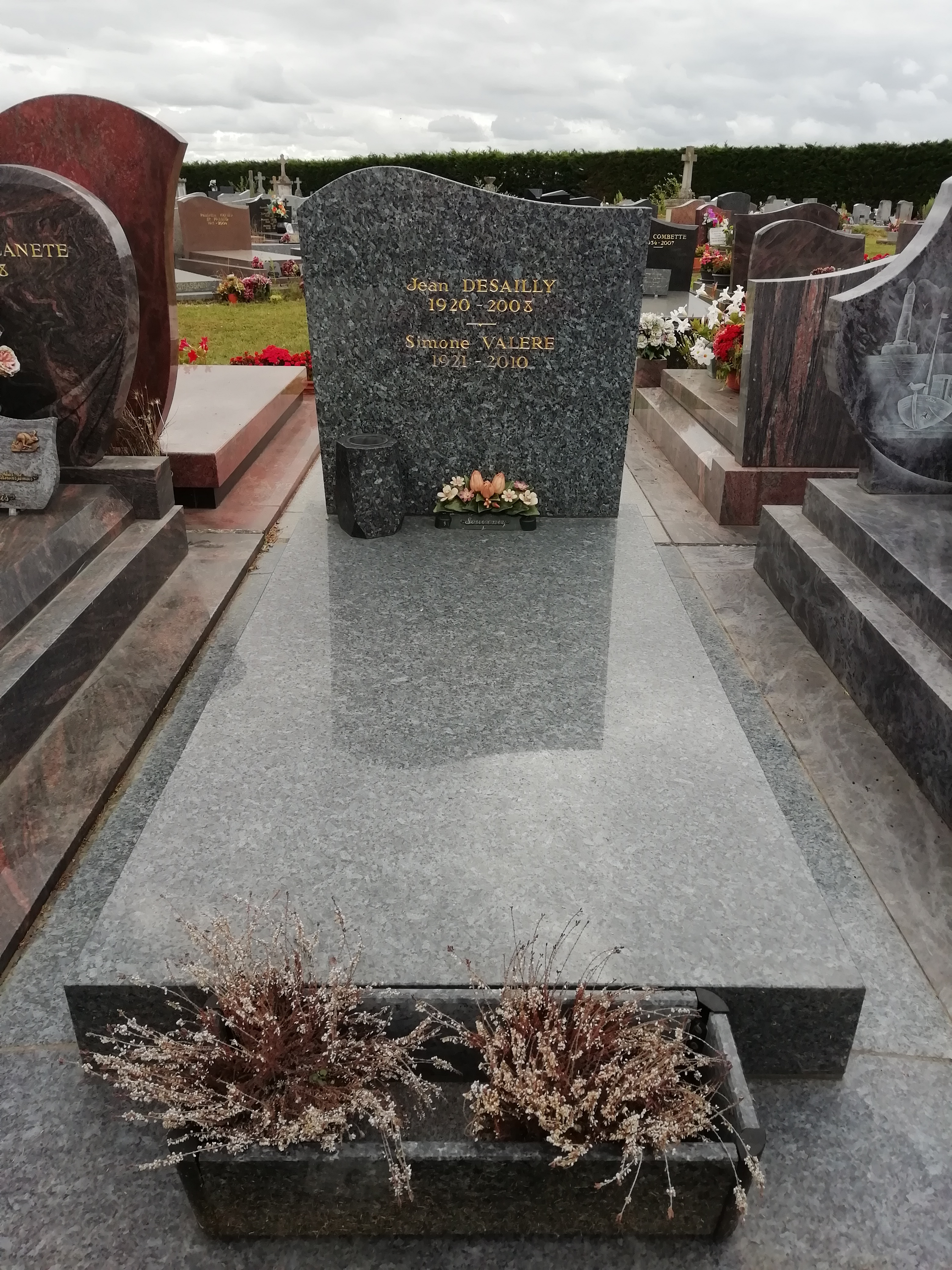
Tombe de Jean Desailly et Simone Valère au cimetière de Vert-le-Petit.

Il est inhumé à Vert-le-Petit (Essonne).

### Vie privée
Jean Desailly a eu deux enfants avec sa première épouse, la comédienne Nicole Desailly (née Ginette Nicolas).
Il rencontre Simone Valère (Simone Gondolf) en 1942 durant le tournage du film Le Voyageur de la Toussaint (sorti en 1943). C'est lors de la tournée de la compagnie Renaud-Barrault au Brésil en 1950 qu'ils unissent leurs vies pour toujours tant à la ville que sur scène.
Après 48 ans de vie commune, ils se marient le 9 février 1998 à la mairie du 6e arrondissement de Paris.
Simone Valère est morte le 11 novembre 2010 et repose auprès de lui.

## Filmographie

### Cinéma
- 1943 : Premier Prix du conservatoire court métrage de René Guy-Grand : lui-même
- 1943 : Le Voyageur de la Toussaint de Louis Daquin : Gilles Mauvoisin
- 1945 : Le Père Goriot de Robert Vernay d'après Honoré de Balzac : Horace Bianchon
- 1945 : Le Jugement dernier de René Chanas - Kvril
- 1945 : Secrets de jeunesse - court métrage - de Jacques Charon
- 1946 : Sylvie et le Fantôme de Claude Autant-Lara - Frédéric, le courtisan timide
- 1946 : Patrie de Louis Daquin - Karlos
- 1946 : La Symphonie pastorale de Jean Delannoy d'après André Gide - Jacques Martens, le fils du pasteur
- 1946 : La Revanche de Roger la Honte de André Cayatte - Raymond de Noirville
- 1947 : Amours, Délices et Orgues de André Berthomieu - Jean Pelletier
- 1947 : Carré de valets d'André Berthomieu - Jacques de La Bastide, jeune avocat
- 1948 : Une grande fille toute simple de Jacques Manuel - Michel
- 1949 : L'échafaud peut attendre de Albert Valentin - Michel Vincent
- 1949 : Le Point du jour de Louis Daquin - Larzac[8]
- 1949 : La Veuve et l'Innocent de André Cerf - Claude Girelle
- 1949 : Occupe-toi d'Amélie de Claude Autant-Lara - Marcel
- 1950 : Véronique de Robert Vernay - Florestan
- 1950 : Chéri de Pierre Billon d'après Colette - Fred Pelloux dit : « Chéri »
- 1950 : Il faut qu'une porte soit ouverte ou fermée court métrage de Louis Cuny
- 1951 : Demain nous divorçons de Louis Cuny - Max Blachet
- 1951 : Chicago-digest court métrage de Paul Paviot - Robert
- 1952 : Jocelyn de Jacques de Casembroot - Jocelyn
- 1953 : La Meilleure Part - court métrage - d'Édouard Molinaro
- 1954 : Si Versailles m'était conté… de Sacha Guitry - Marivaux
- 1955 : New York ballade, court métrage de François Reichenbach - Voix
- 1955 : Les Grandes Manœuvres de René Clair - Victor Duverger
- 1955 : On ne badine pas avec l'amour court métrage de Jean Desailly d'après Alfred de Musset
- 1958 : Maigret tend un piège de Jean Delannoy - Marcel Maurin, décorateur
- 1958 : Les Grandes Familles de Denys de La Patellière d'après Maurice Druon - François Schoudler, le fils
- 1959 : 125, rue Montmartre de Gilles Grangier - Le commissaire Dodelot
- 1959 : Le Songe d'une nuit d'été (Sen noci svato janske) - film d'animation - de Jiří Trnka - Narrateur
- 1960 : La Française et l'Amour de Jean Delannoy - Uniquement la voix dans le sketch : L'Adolescence
- 1960 : Le Secret du chevalier d'Eon de Jacqueline Audry - Louis XV
- 1960 : Le Saint mène la danse de Jacques Nahum - Freddy Pelmann
- 1960 : Préméditation de André Berthomieu - Le juge Lenoir
- 1960 : Le Baron de l'écluse de Jean Delannoy - Maurice Montbernon, producteur de champagne
- 1961 : La Fayette de Jean Dréville - Uniquement la voix
- 1961 : Un soir sur la plage de Michel Boisrond - Le docteur Francis
- 1961 : La Mort de Belle d'Édouard Molinaro - Stéphane Blanchon
- 1961 : La Loi de la guerre (Legge di guerra) de Bruno Paolinelli - Rede
- 1961 : Les Amours célèbres, un film à sketches inspiré des bandes dessinées de Paul Gordeaux de Michel Boisrond - M. de La Jonchère dans le sketch Les Comédiennes
- 1962 : Les Sept Péchés capitaux de Jacques Demy : le père de Bernard dans le sketch La Luxure
- 1962 : Le Doulos de Jean-Pierre Melville : le commissaire Clain
- 1963 : Le Chevalier de Maison-Rouge - version condensée en deux époques pour le cinéma du feuilleton télévisé - de Claude Barma - Morand, le chevalier de Maison-Rouge
- 1964 : L'Année du bac de Maurice Delbez - Mr Terrenoire
- 1964 : La Peau douce de François Truffaut - Pierre, conférencier
- 1964 : Le Hasard et l'Amour court métrage de Claude Pierson
- 1965 : Les Deux Orphelines (Le due orfanelle) de Riccardo Freda : M. de Lignières
- 1965 : La Danse du héron (De dans van de reiger) de Fons Rademakers : Édouard
- 1965 : Chroniques de France : Théâtre de France de Yves Allain - Participation, témoignage - (court métrage, documentaire)
- 1966 : La Vingt-cinquième Heure d'Henri Verneuil : le chef de cabinet
- 1967 : Le Franciscain de Bourges de Claude Autant-Lara : M. Toledano
- 1970 : L'Ardoise de Claude Bernard-Aubert : le commissaire
- 1971 : Comptes à rebours de Roger Pigaut : le docteur Michel Saint-Rose
- 1972 : L'Assassinat de Trotsky (The assassination of Trotsky) de Joseph Losey - Rosner
- 1972 : Un flic de Jean-Pierre Melville : l'homme distingué à qui l'on a volé un objet d'art
- 1973 : L'Héritier de Philippe Labro : Jean-Pierre Carnavan
- 1973 : Le Serpent d'Henri Verneuil - Voix uniquement
- 1974 : L'Ironie du sort d'Édouard Molinaro : M. Desvières
- 1978 : Le Cavaleur de Philippe de Broca : Charles-Edmond
- 1978 : Je te tiens, tu me tiens par la barbichette de Jean Yanne : monsieur Mouchet-Blanchot, directeur de la PJ
- 1979 : Le Mouton noir de Jean-Pierre Moscardo : monsieur de Brugères
- 1980 : Pile ou face de Robert Enrico - monsieur Bougon-Massenet
- 1981 : Le Professionnel de Georges Lautner : le ministre
- 1983 : Le Fou du Roi d'Yvan Chiffre : Louis XIV
- 1988 : Équipe de nuit de Claude d'Anna : le père
- 1988 : Les Tisserands du pouvoir de Claude Fournier - Auguste Roussel - "Version cinéma d'un téléfilm"
- 1998 : Le Radeau de La Méduse d'Iradj Azimi : La Tullage
- 1999 : En face de Mathias Ledoux - Voix uniquement
- 1999 : La Dilettante de Pascal Thomas : Édouard Thibault

### Télévision
- 1954 : Le Misanthrope de René Lucot
- 1955 : La Cerisaie de Jean-Paul Carrère
- 1955 : Les Fausses Confidences de Marcel L'Herbier : Dorante
- 1956 : La Seconde Surprise de l'amour de Jean-Paul Carrère
- 1957 : Madeleine Renaud, Jean-Louis Barrault - Documentaire - de Denise Billon : Témoignage
- 1958 : La Répétition ou l'Amour puni de Jean-Paul Carrère : Héro
- 1959 : Le Fils de l'homme de Jean-Paul Carrère
- 1960 : Amphitrion de Jean-Paul Carrère : Jupiter
- 1960 : L'Âne et le Ruisseau de Roger Kahane : le baron
- 1960 : Cécile ou l'École des pères de Roland-Bernard
- 1962 : Monsieur « Il » d'Ange Casta
- 1962 : La Nuit de nos adieux de Georges Lacombe
- 1963 : Le Chevalier de Maison-Rouge de Claude Barma : Morand, le chevalier de Maison-Rouge
- 1964 : La Double Inconstance de Jean-Marie Coldefy : Le prince
- 1965 : Le Bonheur conjugal feuilleton en 13 épisodes de 26 min : "Le Coup de foudre", "Les Fiançailles", "Le Mariage", "Le Voyage de noces", "Retour aux réalités", "Des Goûts et des couleurs", "Conflits mineurs", "Les Bonnes Manières", "La Bonne Conduite", "La Trève", "Le Coup dur", "Les Grands Orages", "Le Cap des 7 ans" de Jacqueline Audry, Le professeur d'université dans les 13 épisodes.
- 1966 : La Cerisaie de Jean-Paul Sassy : Lopakhine
- 1967 : Candida 67 de Pierre Badel
- 1967 : Paul et Virginie de Jacques de Casembroot
- 1967 : La Vie parisienne d'Yves-André Hubert : Raoul de Gardefeu
- 1967-1971 : Les Enquêtes du commissaire Maigret
  - 1967 : Les Enquêtes du commissaire Maigret de Claude Barma, épisode : Cécile est morte : le narrateur
  - 1967 : Les Enquêtes du commissaire Maigret de René Lucot, épisode : La Tête d'un homme : le narrateur
  - 1968 : Les Enquêtes du commissaire Maigret de Claude Barma, épisode : Le Chien jaune : le narrateur
  - 1968 : Les Enquêtes du commissaire Maigret de Jean-Pierre Decourt, épisode Signé Picpus : le narrateur
  - 1968 : Les Enquêtes du commissaire Maigret de Claude Barma, épisode Félicie est là : le narrateur
  - 1969 : Les Enquêtes du commissaire Maigret de René Lucot, épisode La Maison du juge : le narrateur
  - 1969 : Les Enquêtes du commissaire Maigret de Claude Barma, épisode La Nuit du carrefour : le narrateur
  - 1971 : Les Enquêtes du commissaire Maigret de Claude Barma, épisode Maigret en vacances : Docteur Bellamy
  - 1971 : Les Enquêtes du commissaire Maigret de René Lucot, épisode Maigret et le fantôme : le narrateur
- Au théâtre ce soir :
  - 1969 : Le Deuxième Coup de feu de Robert Thomas, mise en scène de l'auteur, réalisation Pierre Sabbagh, théâtre Marigny : Olivier
  - 1969 : Un ami imprévu de Robert Thomas d’après Agatha Christie, mise en scène Roland Piétri, réalisation Pierre Sabbagh, théâtre Marigny
  - 1972 : Double Jeu de Robert Thomas, mise en scène Jacques Charon, réalisation Pierre Sabbagh, théâtre Marigny : Richard et Michel
  - 1974 : Candida de George Bernard Shaw, mise en scène Jean Desailly, réalisation Jean Royer, théâtre Marigny : Morell
  - 1977 : L'Amour fou d'André Roussin, mise en scène Michel Bertay, réalisation Pierre Sabbagh, Théâtre Marigny : Marcel
  - 1979 : Tout dans le jardin d'Edward Albee, mise en scène Michel Bertay, réalisation Pierre Sabbagh, Théâtre Marigny : Richard
  - 1980 : Homicide par prudence de Frédéric Valmain, mise en scène Michel Bertay, réalisation Pierre Sabbagh, Théâtre Marigny : Lui
- 1969 : Tout pour le mieux de Pierre Dux
- 1971 : Le Misanthrope de Pierre Dux : Philinthe
- 1971 : Rudolph Hess de Claude Barma
- 1972 : Les Sous-locs de Jean-Paul Sassy : Henri
- 1972 : Les Saintes Chéries : Eve et l'inventeur de Philippe Agostini : Le directeur des objets trouvés
- 1972 : Les Rois maudits, feuilleton en 6 épisodes : Le Roi de fer (98 min), La Reine étranglée (104 min), Les Poisons de la couronne (102 min), La Loi des mâles (107 min), La Louve de France (97 min), Le Lys et le lion (108 min), de Claude Barma, dont il est le récitant des 6 épisodes
- 1978 : Amphitrion de Georges Paumier : Jupiter
- 1978 : Claudine à l'école d'Édouard Molinaro : Claude, le père de Claudine
- 1978 : Claudine à Paris d'Édouard Molinaro : Claude, le père de Claudine
- 1978 : Claudine en ménage d'Édouard Molinaro : Claude, le père de Claudine
- 1978 : Un ennemi du peuple d'Abder Isker
- 1979 : La Pitié dangereuse d'Édouard Molinaro
- 1979 : Wanda - Orient express de Bruno Gantillon : Paul
- 1981 : La Mémoire courte de Georges Paumier
- 1981 : Le Pain de fougère d'Alain Boudet
- 1982 : Les Invités, feuilleton en 4 épisodes de 52 min. de Roger Pigaut : M. Chanterel
- 1982 : Siegfried de Georges Paumier
- 1983 : L'Amour fou de Georges Paumier
- 1984 : Tous comptes faits de Michel Wyn
- 1984 : La Bavure feuilleton en 3 épisodes de 60 min de Nicolas Ribowski : M. Fallière
- 1984 : Ces chers disparus : Françoise Dorléac; Documentaire de Denis Derrien, Témoignage
- 1985 : La Dixième de Beethoven de Jean-Paul Roux
- 1985 : Un otage de Lazare Iglesis
- 1985 : Les Œufs de l'autruche de Josée Dayan
- 1988 : L'eterna giovinezza de Vittorio De Sisti
- 1989 : Les Grandes Familles - Feuilleton en 4 épisodes de 85 min d'Édouard Molinaro, Le père Boudref
- 1990 : Cambiamento d'aria de Gian-Petro Calasso
- 1990 : Les Enquêtes du commissaire Maigret : Maigret à New-York de Stéphane Bertin : Maître d'Hoquelus
- 1991 : Le Piège de Serge Moati, Laveyssière
- 1992 : L'Élixir d'amour de Claude d'Anna, François-Xavier de Mainville
- 1997 : Cher menteur de Jérôme Kilty, rôle de George Bernard Shaw
- 2001 : Gabin, gueule d'amour Documentaire de Michel Viotte, Témoignage

## Théâtre
- La Farce des filles à marier  de Jean Vilar, La Roulotte d'André Clavé
- Il ne faut jurer de rien d'Alfred de Musset, La Roulotte d'André Clavé

### Comédie-Française1942-1946
- 1942 : Hamlet de William Shakespeare, mise en scène Charles Granval
- 1943 : La Reine morte d'Henry de Montherlant, mise en scène Pierre Dux
- 1943 : Proverbes de Carmontelle : L'Officier du gobelet
- 1943 : Iphigénie à Delphes de Gerhart Hauptmann, mise en scène Pierre Bertin
- 1943 : Le Soulier de satin de Paul Claudel, mise en scène Jean-Louis Barrault
- 1944 : La Dispute de Marivaux, mise en scène Jean Martinelli
- 1944 : Le Bourgeois gentilhomme de Molière, mise en scène Pierre Bertin
- 1944 : L'Impromptu de Versailles de Molière, mise en scène Pierre Dux
- 1944 : Asmodée de François Mauriac, mise en scène Jacques Copeau
- 1944 : Ruy Blas de Victor Hugo, mise en scène Pierre Dux
- 1944 : Les Fiancés du Havre d'Armand Salacrou, mise en scène Pierre Dux
- 1945 : Martine de Jean-Jacques Bernard, mise en scène Émile Fabre
- 1945 : Antoine et Cléopâtre de William Shakespeare, mise en scène Jean-Louis Barrault

### CompagnieRenaud-Barrault1946-1968
- 1946 : Hamlet de William Shakespeare, mise en scène Jean-Louis Barrault, Théâtre Marigny
- 1946 : Baptiste de Jacques Prévert & Joseph Kosma, mise en scène Jean-Louis Barrault, Théâtre Marigny
- 1946 : Les Fausses Confidences de Marivaux, mise en scène Jean-Louis Barrault, Théâtre Marigny
- 1946 : Les Nuits de la colère d'Armand Salacrou, mise en scène Jean-Louis Barrault, Théâtre Marigny
- 1947 : Les Fausses Confidences de Marivaux, mise en scène Jean-Louis Barrault, Théâtre des Célestins
- 1947 : Baptiste de Jacques Prévert & Joseph Kosma, mise en scène Jean-Louis Barrault, théâtre des Célestins
- 1947 : Amphitryon de Molière, mise en scène Jean-Louis Barrault, théâtre Marigny
- 1947 : Le Procès d'après Franz Kafka, mise en scène Jean-Louis Barrault, théâtre Marigny
- 1948 : L'État de siège d'Albert Camus, mise en scène Jean-Louis Barrault, théâtre Marigny
- 1949 : La Seconde Surprise de l'amour d'Alfred de Musset, mise en scène Jean-Louis Barrault, théâtre Marigny
- 1949 : Le Bossu de Paul Féval et Anicet Bourgeois, mise en scène Jean-Louis Barrault, théâtre Marigny
- 1950 : Malatesta d'Henry de Montherlant, mise en scène Jean-Louis Barrault, théâtre Marigny
- 1951 : Lazare d'André Obey, mise en scène Jean-Louis Barrault, théâtre Marigny
- 1951 : On ne badine pas avec l'amour d'Alfred de Musset, mise en scène Jean-Louis Barrault, théâtre Marigny
- 1952 : Bacchus de Jean Cocteau, mise en scène Jean-Louis Barrault, théâtre des Célestins
- 1953 : Occupe-toi d'Amélie de Georges Feydeau, mise en scène Jean-Louis Barrault, théâtre des Célestins
- 1953 : Pour Lucrèce de Jean Giraudoux, mise en scène Jean-Louis Barrault, théâtre Marigny
- 1955 : Volpone de Jules Romains et Stefan Zweig d’après Ben Jonson, mise en scène Jean-Louis Barrault, théâtre Marigny
- 1955 : Intermezzo de Jean Giraudoux, mise en scène Jean-Louis Barrault, théâtre Marigny, théâtre des Célestins
- 1955 : L'Orestie d'Eschyle, mise en scène Jean-Louis Barrault, Festival de Bordeaux, théâtre Marigny
- 1955 : La Cerisaie d'Anton Tchekhov, mise en scène Jean-Louis Barrault, théâtre des Célestins
- 1955 : Les Suites d'une course de Jules Supervielle, mise en scène Jean-Louis Barrault, Théâtre Marigny
- 1956 : Le Misanthrope de Molière, mise en scène Jean-Louis Barrault, théâtre des Célestins
- 1956 : Histoire de Vasco de Georges Schehadé, mise en scène Jean-Louis Barrault, Théâtre des Célestins
- 1957 : Madame Sans-Gêne de Victorien Sardou, mise en scène Pierre Dux, Théâtre Sarah Bernhardt : Napoléon
- 1957 : Partage de midi de Paul Claudel, mise en scène Jean-Louis Barrault, théâtre Sarah Bernhardt
- 1957 : Amphitryon de Molière, mise en scène Jean-Louis Barrault, Festival de Bellac
- 1957 : Intermezzo de Jean Giraudoux, mise en scène Jean-Louis Barrault, Festival de Bellac
- 1957 : Le Château de Franz Kafka, mise en scène Jean-Louis Barrault, Théâtre Sarah Bernhardt
- 1958 : Le Soulier de satin de Paul Claudel, mise en scène Jean-Louis Barrault, Théâtre du Palais-Royal
- 1959 : Tête d'or de Paul Claudel, mise en scène Jean-Louis Barrault, Odéon-Théâtre de France
- 1959 : La Vie parisienne de Jacques Offenbach, mise en scène Jean-Louis Barrault, Théâtre du Palais-Royal
- 1959 : La Petite Molière de Jean Anouilh, mise en scène Jean-Louis Barrault, Grand théâtre de Bordeaux, Odéon-Théâtre de France
- 1959 : Les Fausses Confidences de Marivaux, mise en scène Jean-Louis Barrault, Odéon-Théâtre de France
- 1959 : Baptiste pantomime-ballet de Jacques Prévert d'après Les Enfants du paradis, chorégraphie Jean-Louis Barrault, Odéon-Théâtre de France
- 1960 : La Cerisaie d'Anton Tchekhov, mise en scène Jean-Louis Barrault, Odéon-Théâtre de France
- 1960 : Christophe Colomb de Paul Claudel, mise en scène Jean-Louis Barrault, Odéon-Théâtre de France
- 1960 : Occupe-toi d'Amélie de Georges Feydeau, mise en scène Jean-Louis Barrault, Odéon-Théâtre de France
- 1960 : Rhinocéros d'Eugène Ionesco, mise en scène Jean-Louis Barrault, tournée à l'étranger
- 1961 : Le Viol de Lucrèce d'André Obey, mise en scène Jean-Louis Barrault, Odéon-Théâtre de France
- 1961 : Partage de midi de Paul Claudel, mise en scène Jean-Louis Barrault, Odéon-Théâtre de France
- 1961 : Le Marchand de Venise de William Shakespeare, mise en scène Marguerite Jamois, Odéon-Théâtre de France
- 1961 : Amphitryon de Molière, mise en scène Jean-Louis Barrault, Odéon-Théâtre de France
- 1961 : Judith de Jean Giraudoux, mise en scène Jean-Louis Barrault, Odéon-Théâtre de France
- 1962 : L'Orestie d'Eschyle, mise en scène Jean-Louis Barrault, Odéon-Théâtre de France
- 1962 : Hamlet de William Shakespeare, mise en scène Jean-Louis Barrault, Odéon-Théâtre de France
- 1962 : La nuit a sa clarté de Christopher Fry, mise en scène Jean-Louis Barrault, Odéon-Théâtre de France
- 1962 : Andromaque de Racine, mise en scène Jean-Louis Barrault, Odéon-Théâtre de France
- 1962 : La Vie parisienne de Jacques Offenbach, livret d'Henri Meilhac et Ludovic Halévy, mise en scène Jean-Louis Barrault, Odéon-Théâtre de France
- 1963 : La Double Inconstance de Marivaux, mise en scène Jean-Pierre Granval, Odéon-Théâtre de France
- 1963 : La Cerisaie d'Anton Tchekhov, mise en scène Jean-Louis Barrault, Odéon-Théâtre de France
- 1964 : Comme il vous plaira de William Shakespeare, mise en scène Jean-Pierre Granval, Odéon-Théâtre de France
- 1964 : Il faut passer par les nuages de François Billetdoux, mise en scène Jean-Louis Barrault, Odéon-Théâtre de France
- 1964 : Hamlet de William Shakespeare, mise en scène Jean-Louis Barrault, Odéon-Théâtre de France
- 1964 : Le Mariage de Figaro de Beaumarchais, mise en scène Jean-Louis Barrault, Odéon-Théâtre de France
- 1965 : Le Mariage de Figaro de Beaumarchais, mise en scène Jean-Louis Barrault, Théâtre des Célestins
- 1965 : Des journées entières dans les arbres de Marguerite Duras, mise en scène Jean-Louis Barrault, Odéon-Théâtre de France
- 1966 : Partage de midi de Paul Claudel, mise en scène Jean-Louis Barrault, Odéon-Théâtre de France
- 1966 : La Lacune d'Eugène Ionesco, mise en scène Jean-Louis Barrault, Odéon-Théâtre de France
- 1966 : Henry VI de William Shakespeare, mise en scène Jean-Louis Barrault, Odéon-Théâtre de France : Henry VI
- 1967 : La Tentation de saint Antoine d'après Gustave Flaubert, mise en scène Maurice Béjart, Odéon-Théâtre de France
- 1967 : Henry VI de William Shakespeare, mise en scène Jean-Louis Barrault, Théâtre de la Porte-Saint-Martin : Henry VI
- 1968 : Brève Rencontre & Nous dansions... de Noel Coward, mises en scène Jacques Mauclair, Théâtre Saint-Georges
- 1969 : Un ami imprévu d'Agatha Christie, mise en scène Roland Piétri, Comédie des Champs-Élysées
- 1970 : Double Jeu de Robert Thomas, mise en scène Jacques Charon, Théâtre Edouard VII
- 1972 : Tout dans le jardin d'Edward Albee, mise en scène Jean Desailly et Michel Bertay, Théâtre des Mathurins

### Théâtre Hébertot1972-1975
- 1972 : Le Légume de Francis Scott Fitzgerald, mise en scène Jean-Pierre Grenier
- 1973 : Candida de George Bernard Shaw, mise en scène Jean Desailly
- 1974 : L'Amour fou ou la première surprise d'André Roussin, mise en scène Michel Bertay

### Théâtre Edouard VII1976-1977
- 1976 : Amphitryon 38 de Jean Giraudoux, mise en scène Jean-Laurent Cochet
- 1977 : Un ennemi du peuple d'Henrik Ibsen, mise en scène Étienne Bierry

### Théâtre Marigny1978
- 1978 : Le Cauchemar de Bella Manningham de Frédéric Dard d'après Patrick Hamilton, mise en scène Robert Hossein

### Théâtre de la Madeleine1980-2002
- 1980 : Siegfried de Jean Giraudoux, mise en scène Georges Wilson
- 1980 : La Mémoire courte d'Yves Jamiaque, mise en scène Jean-Luc Moreau
- 1981 : Arsenic et vieilles dentelles de Joseph Kesselring, mise en scène Jacques Rosny
- 1982 : L'Alouette de Jean Anouilh, mise en scène Mario Franceschi
- 1982 : Sodome et Gomorrhe de Jean Giraudoux, mise en scène Jean-François Prévand
- 1982 : La Dixième de Beethoven de Peter Ustinov, mise en scène Philippe Rondest
- 1983 : L'Amour fou, ou la première surprise d'André Roussin, mise en scène Michel Bertay
- 1984 : Les Œufs de l'autruche d'André Roussin, mise en scène Michel Bertay
- 1984 : Un otage de Brendan Behan, mise en scène Georges Wilson
- 1985 : Comme de mal entendu de Peter Ustinov, mise en scène Michel Bertay
- 1986 : Le Silence éclaté de Stephen Poliakoff, mise en scène Jean-Paul Roussillon
- 1987 : Les Pieds dans l'eau de Michel Lengliney, mise en scène Éric Civanyan
- 1988 : La Foire d'empoigne de Jean Anouilh, mise en scène Nicole Anouilh
- 1989 : Port-Royal d'Henry de Montherlant, mise en scène Raymond Gérôme
- 1990 : La Cerisaie d'Anton Tchekhov, mise en scène Jacques Rosny
- 1993 : Le Cardinal d'Espagne d'Henry de Montherlant, mise en scène Raymond Gérôme
- 1994 : Le Bateau pour Lipaïa d'Alexeï Arbouzov, mise en scène Jean-Claude Penchenat & Samuel Bonnafil
- 1995 : Arsenic et vieilles dentelles de Joseph Kesselring, mise en scène Jacques Rosny, Théâtre de la Madeleine
- 2001 : La Maison du lac  d'Ernest Thompson, mise en scène Georges Wilson

## Voix off de documentaires
- 1946 : Au temps des fiacres - court métrage - de Jean R. Legrand - Narrateur
- 1949 : L'Évangile de la pierre - court métrage - de André Bureau (en) - Narrateur
- 1951 : Chagall - court métrage - de Robert Hessens - Narrateur
- 1951 : Avec André Gide - moyen métrage - de Marc Allégret - Narrateur
- 1951 : La Course de taureaux de Pierre Braunberger - Narrateur
- 1951 : Palais Royal - court métrage - Réalisation anonyme - Narrateur
- 1953 : Haussmann et la transformation de Paris - court métrage - de Jean Leduc et Pierre Mignot - Narrateur
- 1955 : Impressions de New York - court métrage - de François Reichenbach - Narrateur
- 1955 : New York ballade - court métrage - de François Reichenbach - Narrateur
- 1956 : Une tâche difficile - court métrage - de Jean Leduc - Narrateur
- 1957 : Les Alchimistes - court métrage - d'Édouard Molinaro - Narrateur
- 1958 : Les Seigneurs de la forêt  de Heinz Sielmann et Henry Brandt - Narrateur
- 1958 : À la rencontre de Jean-Sébastien Bach - court métrage - de Pierre Viallet et Denise Glaser - Narrateur
- 1958 : Soleil de Pierre  de Daniel Lecomte - Narrateur
- 1958 : Marchands de riens - court métrage - de Daniel Lecomte - Narrateur
- 1959 : La Lozère - court métrage - de M. Provençal - Narrateur
- 1959 : Viennent les jours - court métrage - de Serge Roullet - Narrateur
- 1960 : Manureva - court métrage - de Claude Pinoteau - Narrateur
- 1960 : Face au danger - court métrage - de Hervé Bromberger - Narrateur
- 1960 : Demain Paris - court métragee - de Michel Boschet et André Martin - Narrateur
- 1961 : Le Temps d'une vocation : Marcel Proust - court métrage - de Jacques Letellier - Narrateur
- 1962 : Chou, hibou, caillou de Daniel Lecomte - Narrateur
- 1962 : Le Bonheur d'être aimé - court métrage - de Henri Storck - Narrateur
- 1962 : Et la terre cessa d'enfanter - court métrage - de Pierre Fattori et Marcel Sire - Narrateur
- 1962 : La France à grand spectacle - court métrage - de Serge Roullet - Narrateur
- 1963 : Les Malheurs de la guerre de Henri Storck - Narrateur
- 1963 : Le Soir de notre vie - court métrage - de Jacques Valentin - Narrateur
- 1963 : Portrait souvenir : Paul Claudel - court métrage - de Jacques Demeure - Narrateur
- 1964 : Mozart, le rossignol et la mort - court métrage - de Madeleine Guillon - Narrateur
- 1964 : La Chapelle de Romchamp - court métrage - de Jacques de Casembroot - Narrateur
- 1965 : Le Nouvel âge de Pierre - court métrage - de M.P Hubrecht - Narrateur
- 1965 : Opus premier - court métrage - de Philippe Brunet - Narrateur
- 1967 : Le Rouge - court métrage - de Roger Leenhardt - Narrateur
- 1968 : Tu moissonneras la tempête de R.L Bruckberger - Narrateur
- 1969 : Le Pays des marguerites - court métrage - de Henri Antoine et Francette Marquis - Narrateur
- 1973 : Le Monde en guerre - série - de Peter Batty, Jeremy Isaacs (en) et Hugh Ragett - Narrateur
- 1981 : Paris jardins - court métrage - de Jean-Marc Ripert - Narrateur

## Publication
- Jean Desailly-Simone Valère (en collaboration avec Jean-Marc Loubier) : Un destin pour deux. Ramsay. 1996. Prix Saint-Simon 1997.